# Paul Olberg
Paul Olberg (Jakobstadt, 1878 – 1960) va ser un periodista i menxevic letó. Després de la Revolució d'Octubre de 1917, es va exiliar a Berlín, on va viure durant uns anys. Va treballar com a corresponsal diaris socialdemòcrates suecs. El 1933 va fugir a Estocolm i aquest mateix any, va ser nomenat secretari del Comitè de Rescat Socialista establert a Estocolmm per als Refugiats alemanys.
Olberg va ser el representant escandinau del Comitè Jueu de Treball (JLC, en les seves sigles en anglès) i va dirigir l'oficina d'aquesta organització a Estocolm. A partir de 1945, va coordinar els serveis de postguerra de JLC pels refugiats als països escandinaus. El 1957 Olberg va ser membre del comitè de coordinació de la Federació Internacional Jueva del Treball.